# (22465) Karelanděl
22465 Karelandel (1997 AK18) – planetoida z pasa głównego asteroid okrążająca Słońce w ciągu 3,85 lat w średniej odległości 2,46 j.a. Odkryta 15 stycznia 1997 roku.